# Milltown (Dakota Południowa)
Milltown – jednostka osadnicza w Stanach Zjednoczonych, w stanie Dakota Południowa, w hrabstwie Hutchinson.